# Mendaza
Mendaza es un municipio compuesto español de la Comunidad Foral de Navarra, situado en la Merindad de Estella, en la comarca de Estella Oriental y a 67 km de la capital de la comunidad, Pamplona. Su población en 2024 fue de 291 habitantes (INE).
El municipio está compuesto por cuatro concejos: Acedo, Asarta, Mendaza y Ubago.

## Símbolos
El escudo de la agrupación municipal presenta lo siguiente: un campo de oro sobre el que se encuentra un encino de sinople, dispuesto sobre una terraza del mismo color. En la heráldica, este arbusto simboliza la fortaleza y la constancia. El concejo de Acedo utiliza un sello que muestra un jabalí herido, mientras que el de Ubago representa a San Martín a caballo, dividiendo su capa para compartirla con un pobre.

## Geografía
La localidad de Mendaza está situada en la parte occidental de la Comunidad Foral de Navarra dentro de la región geográfica de la Zona Media de Navarra o Navarra Media y la comarca geográfica de Tierra Estella, el valle de La Berrueza; y a una altitud 637 m s. n. m. Su término municipal tiene una superficie de 32,77 km² y limita al norte con el municipio de Lana, al este con los de Ancín, Piedramillera y Sorlada; al sur con los de Desojo y Mues, y al oeste con los de Mirafuentes, Santa Cruz de Campezo en la provincia de Álava y la comunidad autónoma del País Vasco y Zúñiga.

### Flora en el entorno de Mendaza
Se toma como entorno los kilómetros cuadrados del área total, tomados desde el epicentro del espacio protegido.
Agrícola y prados artificiales: 5322.79 hectáreas (61.14 %)
Encinares (A.F.M. (bosquetes)): 2795.18 ha (32.1 %)
Matorral: 208.05 ha (2.38 %)
Pinares de pino salgareño (bosque de plantación): 116.27 ha (1.33 %)
Mezclas de coníferas y frondosas autóctonas en la región biogeográfica mediterránea (bosque): 97.44 ha (1.11 %)
Pinares de pino salgareño (bosque): 50.54 ha (0.58 %)
Bosques ribereños (A.F.M. (riberas)): 43.75 ha (0.5 %)
Artificial: 40.04 ha (0.45 %)
Bosques mixtos de frondosas en región biogeográfica mediterránea (bosque): 17.77 ha (0.20 %)
Pinares de pino carrasco (bosque): 13.48 ha (0.15 %)

## Historia
El 12 de diciembre de 1834 tuvo lugar en sus tierras la batalla de Mendaza durante la primera guerra carlista. En ella se enfrentaron, atacando, las tropas isabelinas al mando de Luis Fernández de Córdova y las carlistas de Tomás de Zumalacárregui que, atrincheradas en las cercas de lajas de piedra de los campos entre Mendaza y Asarta, resultaron vencidas en el combate.
En su término se encuentra el yacimiento protohistórico de Santa Colonia.
Integrados sus lugares en el valle de la Berrueza, permanecieron en él hasta 1846 en que se disgregó el valle en seis ayuntamientos, luego reajustados al repartirse Mendaza y Mués pueblos asignados en un principio a Mirafuentes (1852).

## Demografía
Mendaza cuenta con una población de 291 habitantes (INE 2024).
| Gráfica de evolución demográfica de Mendaza entre 1842 y 2021 |
| |
| Población de derecho según los censos de población del INE Población de hecho según los censos de población del INEEntre el censo de 1857 y el anterior, crece el término del municipio porque incorpora a 315000 (Acedo y Granada), 315017 (Asarta y Cábrega), 315101 (Ubago) |

Según los datos publicados por el INE procedentes del padrón municipal de 2022 el 42.42 % (126) de los habitantes empadronados en el municipio de Mendaza han nacido en dicho municipio, el 49.83 % han emigrado a Mendaza desde diferentes lugares de España, el 35.35 % (105) desde otros municipios de la provincia de Navarra, el 14.48 % (43) desde otras comunidades autónomas y el 7.74 % (23) han emigrado a Mendaza desde otros países.

### Núcleos de población
El municipio se divide en las siguientes entidades de población, según el nomenclátor de población publicado por el INE (Instituto Nacional de Estadística). Los datos de población se refieren a 2024
| Entidad de Población | Población (2024) |
| -------------------- | ---------------- |
| Acedo                | 132              |
| Asarta               | 52               |
| Mendaza              | 102              |
| Ubago                | 32               |

## Cultura

### Escudos
Escudo de armas de Zúñiga en casa particular en la calle mayor 14. Está labrado en piedra y data del s. XVIII, de estilo barroco. El escudo tiene un querubín inferior, dos pares de niños tenantes sobre águilas y yelmo por timbre. Campo orlado de cadenas con banda terciada. 
Escudo de armas de Zúñiga en casa particular en la calle mayor 39. Está labrado en piedra y data del SXVIII, de estilo barroco. Escudo con querubín inferior, dos pares de niños tenantes sobre águilas y yelmo por timbre. Campo orlado de cadenas con banda terciada.
Escudo de armas de Asensio en casa particular en la calle del Medio, labrado en piedra de finales del siglo XVIII, de estilo neoclásico. Escudo con querubín inferior, trofeos, leones tenantes y yelmo por timbre. En su campo, banda terciada.

## Administración y política
Alcalde
- Javier Senosiáin Paternáin.

Concejales
- Joana Eguílaz Fernández (teniente - alcalde)
- Víctor Álvarez de Eulate Pérez
- Luisa Lucila Monreal Oroquieta
- María Jesús Fernández Díaz
- Laura Aramendía Villar
- Pablo Alecha Basterra

Secretario
- José Enrique García Aguado

Contacto
C/ de Arriba, n.º 1
31282 Mendaza (Navarra)
Teléfono 948 521 013